# Allium pyrenaicum
L'all dels Pirineus (Allium pyrenaicum) és una espècie de planta bulbosa que pertany al gènere Allium, dins de la família de les amaril·lidàcies, de l'ordre de les Asparagals. És un endemisme ibèric dels Pirineus i està classificat com a vulnerable a la llista vermella de l'UICN.
És una espècie rupícola, les seves umbel·les de flors blanques es poden veure exclusivament  a roques calcàries al llarg dels Pirineus: Girona, Aragó i Navarra.

## Descripció
És una planta bulbosa, d'entre 0.7 a 1.2 metres d'alçada;  amb les fulles planes, linears. Quan floreix, a l'estiu, presenta una inflorescència més o menys esfèrica d'entre 5 a 10 cm de diàmetre. Les flors, d'uns 3 cm, són de color blanc amb el nervi dels tèpals verd fosc.

## Distribució
Es una planta endèmica de la cara sud dels Pirineus, amb dues àrees de distribució disjuntes: Al Prepirineu Oriental gironí es troba en algunes localitats disperses 
de la Garrotxa, el Puigsacalm o al Ripollès (vall de Ribes). Per altra banda s'ha trobat  Prepirineus occidentals d'Osca (a la Jacetània) i Navarra (vall de Roncal).
Degut a la seva raresa, aquesta espècie es troba catalogada com a vulnerable pel Decret 172/2008, de 26 d’agost de la Generalitat, mitjançant el qual es va crear el Catàleg de flora amenaçada de Catalunya.